# Bactrocera contigua
Bactrocera contigua är en tvåvingeart som beskrevs av Drew 1989. Bactrocera contigua ingår i släktet Bactrocera och familjen borrflugor. Inga underarter finns listade.